# Cineraria dieterlenii
Cineraria dieterlenii là một loài thực vật có hoa trong họ Cúc. Loài này được E.Phillips mô tả khoa học đầu tiên năm 1917.